# الهجمات الصاروخية لتنظيم الدولة الإسلامية على تركيا (2016)
تعرضت مدينة كلس التركية والمناطق المحيطة بها منذ أوائل عام 2016 لقصف صاروخي مستمر من قبل تنظيم الدولة الإسلامية في العراق والشام، مما أدى إلى ضربات انتقامية من قبل الجيش التركي على مقاتلي تنظيم الدولة الإسلامية المتواجدين في المناطق التي احتلها تنظيم الدولة الإسلامية في شمال سوريا. ومنذ يناير 2016 وحتى أوائل مايو، أصاب هذه المدينة أكثر من سبعين صاروخًا أطلقها تنظيم الدولة الإسلامية عبر الحدود، مما أسفر عن مقتل 21 شخصًا على الأقل.

## الخلفية
لطالما اشتهرت كلس بالتهريب وتهريب المخدراتل كونها مدينة حدودية. يقع فندق كلس على بعد 5 كيلومترات (3 أميال) من الحدود السورية، حيث تقع منطقة الباب السورية، تحت سيطرة جهاديي تنظيم الدولة الإسلامية منذ عام 2014. يعيش في كلس ما يقرب من 100 ألف مواطن تركي، لكن العدد تضاعف السكان بوصول اللاجئين السوريين.

## الجدول الزمني

### مارس
في 8 مارس، قُتل شخصان، أحدهما طفل صغير، بينما أصيب اثنان آخران عندما أصابت ثمانية قذائف صاروخية كلس. أصابت قذيفتان مكتبًا إداريًا محليًا في حي أكرم جيتين وأصابت ثلاثة أخرى حي كاظم كارابكير. كما ضربت الثلاثة الآخرى أحياء تورغوت أوزال وتبيليفلر في جنوب شرق المدينة. أصيب ثلاثة أشخاص، بينهم طفلان، بعد أن أصابت شظية سيارة على طريق كلس السريع. ردًا على ذلك، رد الجيش التركي على تنظيم الدولة الإسلامية بقصف مدفعي.

### أبريل
11 أبريل 2016، أصيب 4 أشخاص جراء قصف صاروخي على منطقة كلس.
في 19 أبريل 2016، قُصفت المدينة بصواريخ أطلقها تنظيم الدولة الإسلامية في العراق والشام من الأراضي السورية التي احتلها، مما أسفر عن مقتل 4 أشخاص وإصابة 8 آخرين.
في 22 أبريل، قُتل ثلاثة أشخاص وأصيب ستة آخرون عندما أصابت قذائف صاروخية من تنظيم الدولة محافظة كلس الحدودية.
في 24 أبريل، أطلق صاروخان من تنظيم الدولة أصابت منطقة كلس. وجرح 16 شخصًا بينهم ستة سوريين.
في 25 أبريل، أعلنت هيئة الأركان العامة التركية مقتل ثمانية من مقاتلي تنظيم الدولة في نفس اليوم عندما قصفت وحدات المدفعية التركية منصة إطلاق صواريخ. وفي نفس اليوم، قصف التحالف بقيادة الولايات المتحدة أهدافًا للتنظيم في شمال سوريا، تقع مباشرة على الجانب الآخر من جنوب شرق محافظة كلس.
في 26 أبريل، ووفقًا للجيش التركي، تم تدمير قاذفتين صواريخ تابعتان لتنظيم الدولة الإسلامية في ضربة مدفعية قتلت أيضًا 11 من مقاتليها. كانت هذه ثاني مبادرة من نوعها للجيش التركي خلال اليومين الماضيين.
في 27 أبريل، وفقًا لمصادر تركية، قُتل 13 مسلحًا من التنظيم عندما قصفت وحدات المدفعية التركية مبنى في منطقة الدويبك شمال حلب. انهار المبنى الذي يستخدمه مقاتلو التنظيم، مما أسفر عن مقتل 13 مسلحًا داخله وإصابة سبعة آخرين. كما تم تدمير حوالي 150 قذيفة صاروخية كاتيوشا كانت مخزنة في الطابق الأرضي من المبنى. وفي نفس اليوم قصفت وحدات المدفعية التركية قاذفتين صواريخ وقتلت 11 من مقاتلي التنظيم.
في 28 أبريل، أطلق التنظيم خمس قذائف هاون استهدفت موقعًا عسكريًا حدوديًا في منطقة كركاميش بمحافظة غازي عنتاب جنوب شرق البلاد. قُتل 11 مسلحًا منه في قصف مدفعي تركي عقب الهجوم وفقًا لمصادر تركية.
في 29 أبريل، أصابت قذيفتان صاروخيتان أطلقاهما التنظيم محافظة كلس الحدودية في تركيا.

### مايو
في 12 مايو، أفادت التقارير أن المدفعية التركية قصفت أهدافًا لتنظيم الدولة الإسلامية في شمال سوريا وقد نفذ التحالف الذي تقوده الولايات المتحدة ضربات جوية، مما أسفر عن مقتل 28 مسلحًا بالقرب من بلدة كلس الحدودية التركية، التي قصفت مرارًا بنيران الصواريخ.
بحلول 16 مايو، أفادت السلطات التركية بمقتل ما لا يقل عن 21 شخصًا في قصف محافظة كلس إجمالًا منذ يناير، في أكثر من 70 حادثة منفصلة.

### أغسطس
في 22 أغسطس، قصفت تركيا مواقع تنظيم الدولة الإسلامية بعد أن أصابت ثلاث قذائف هاون كلس.

## العواقب
في 22 سبتمبر، أصاب صاروخ منطقة بازار في حي كانبولات باشا في ساعات بعد الظهر في كلس مما أدى إلى إصابة ثمانية، من بينهم خمسة أطفال وشخص بالغ.
في 1 أكتوبر، أصاب اثنان من الصواريخ الثلاثة منطقة جبلية قريبة من الحدود بينما سقط الصاروخ الثالث في حقل فارغ في حي أكرم جتين. قُتل ضابط شرطة وأصيب جنديان بجروح طفيفة أثناء تدمير صاروخ غير منفجر.

## ردود الأفعال
- حلف شمال الأطلسي: في 19 مايو 2016، وأثناء اجتماع لوزراء الخارجية الذي سيعقد في بروكسل، قال الأمين العام لحلف الناتو ينس ستولتنبرغ إن الوضع في العراق وسوريا وكذلك كلس، التي تتعرض منذ يناير للقصف بصواريخ أطلقها تنظيم الدولة الإسلامية في سوريا، إلى جانب إجراءات مواجهة روسيا في أوروبا الشرقية سوف تتصدر جدول الأعمال.[19]

## روابط خارجية
- HuberTurk - Kilis'te roketin düşme anı kamerada (فيديو هجوم صاروخي من مارس 2016
- روسيا اليوم (فيديو هجوم صاروخي من 24 أبريل 2016)